# 重松理
重松 理（しげまつ おさむ、1949年12月4日 - ）は、セレクトショップなどを運営する株式会社ユナイテッドアローズの創業者、及び名誉会長。公益財団法人日本服飾文化振興財団代表理事。

## 経歴
- 1949年　12月4日神奈川県逗子市生まれ
- 1973年　明治学院大学経済学部卒業
  - 4月　婦人服メーカーのダック入社
- 1976年　セレクトショップの草分け的存在であるビームスの設立に携わる。1号店の店長に就任。
- 1982年　ビームスの常務取締役に就任。
- 1989年　ビームスを退社。
  - 同年、10月　同じくビームスの社員だった栗野宏文らと共に株式会社ユナイテッドアローズを設立（株式会社ワールドからの資金援助、及び共同出資）。代表取締役社長に就任。
- 1990年　東京都渋谷区に1号店をオープン。
- 2003年　東京証券取引所第1部に上場。
- 2004年　代表取締役会長に就任。
- 2009年　業績低迷を受け、会社立て直しのため代表取締役会長を退任し代表取締役社長に復帰。
- 2012年　代表取締役社長のポストを後任の竹田光広に譲り、代表権のない取締役会長へ就任。業務執行の第一線から退く。
- 2014年　取締役を退任し、名誉会長へ就任。

## 人物
出身地の逗子に米軍の居留区があり、米軍関係者が多く住んでいたことから、アメリカ合衆国の文化に触れる機会の多い環境で育ったことをきっかけに、幼少の頃よりファッションに興味を抱く。神奈川県立横須賀高等学校から明治学院大学経済学部に進んだ後、ダックやビームスを経て、畑崎広敏（ワールド）の支援のもと1989年10月にユナイテッドアローズを創業した。
逗子生まれということもあり、海をこよなく愛する。着物好きで、NPO法人「日本・着物を楽しむ会」の活動を通して日本文化の普及に貢献。UAでも和装を取り扱っている。